# Polymerus shawi
Polymerus shawi är en insektsart som beskrevs av Knight 1943. Polymerus shawi ingår i släktet Polymerus och familjen ängsskinnbaggar. Inga underarter finns listade i Catalogue of Life.